# Der Drache an der Grenze
Der Drache an der Grenze ist der dritte von neun Romanen der Fantasy-Reihe Drachenritter-Zyklus des US-amerikanischen Autors Gordon R. Dickson. Er wurde erstmals 1992 als The Dragon on the Border von Ace Books veröffentlicht. Auf Deutsch wurde der Roman unter dem Titel Der Drache an der Grenze publiziert, der in der Übersetzung durch Norbert Stöbe 1997 bei Heyne erschien.

## Handlung
Zu Beginn reisen Jim, Brian und Dafydd an die schottische Grenze nach Northumberland, um Giles Familie die Nachricht seines Todes zu überbringen. Giles starb im vorigen Buch Der Drachenritter bei der erfolgreichen Verteidigung Prinz Edwards gegen eine zahlenmäßige Übermacht an gegnerischen Rittern. Im Vorfeld musste Angie, Jims Frau, von der Notwendigkeit der Reise überzeugt werden. Erst als der Magier Carolinus, der merkwürdigerweise erschien, sie von der Notwendigkeit wegen der ritterlichen Pflicht überzeugte, sagte Angie zu. Jim versprach, innerhalb eines Monats wieder daheim zu sein.
Wenige Meilen vor dem Anwesen der de Mers werden die drei von gespenstischen unsichtbaren Kriegern auf ebenfalls unsichtbaren Pferden angegriffen. Dafyyds Künste mit dem Bogen vertreibt die Gegner. In der Burg angekommen werden sie von Giles begrüßt, der am Leben und wohlauf ist. Nachdem er auf See bestattet wurde, hatte der Selkie sich in einen Seehund verwandelt. Giles war an seine Heimatküste geschwommen und verwandelte sich an Land zurück in einen Menschen. Giles stellt sie seiner Familie, vier Brüdern und seinem Vater Sir Herrac de Mer vor. Während des Abendessens kam die Sprache auf die gespenstischen Gegner. Diese werden „Hohlmenschen“ genannt und terrorisieren die Grenzlande seit längerem.
Während des Abendessens wird klar, dass die Burgherren unterschwellig erwarten, dass Jim, Brian und Dafydd sich in ihrer Verantwortung als Ritter am kommenden Kampf beteiligen. Wegen seines Rufs als Drachenritter wird von Jim sogar die Planung und Leitung der Auseinandersetzung erwartet. Im Zuge der Vorbereitungen sondiert Jim in Begleitung von Lisbeth, der Tochter des Hauses und Burgkastellanin, Brian, Giles und Dafydd das umliegende Gelände. Dabei treffen sie auf Snorrl, einen northumbrischen sprechenden Wolf, der in Aussehen und Verhalten sehr an Aragh aus den beiden ersten Bänden erinnert. Im weiteren betreten sie das Land der „kleinen Leute“, einem Stamm Menschen mit einer Körpergröße von ca. 120 cm. Sie bezeichnen sich als die Ureinwohner der Ländereien und zeigen offen ihre Abneigung gegen die „großen Menschen“. Eine Ausnahme bildet Dafydd, den sie aufgrund seiner walisischen Herkunft als gleichwertig ansehen.
Durch den Besuch des Schotten Lachlan MacGreggor in der Burg der de Mers nehmen die Pläne langsam Gestalt an. Er bringt die Information, dass Ewen MacDougall im Auftrag des schottischen Königs die Hohlmenschen bestechen soll, um einen bevorstehenden Angriff der Schotten auf den englischen Norden zu unterstützen. Jim beginnt einen Plan auszuarbeiten, bei dem alle Hohlmenschen getötet werden, damit keiner übrigbleibt, um die Gefallenen wiederzubeleben. Snorrl nennt eine Schlucht, in der die Hohlmenschen sich versammeln sollen, eingekesselt werden und dann von den Truppen der Menschen und kleinen Leute vernichtet werden.
Jim beschleicht das Gefühl wiederum von Carolinus ausgenutzt zu werden. Mittels Astralprojektion reist er zu Carolinus und stellt ihn zur Rede. Widerstrebend gibt Carolinus seine Intentionen zu. Er nutzt die Furcht der „dunklen Mächte“ vor Jim und deren Absicht, Jim zu eliminieren aus, und setzt Jim bewusst als Kämpfer gegen das Böse ein. Unwillig kehrt Jim zurück zur Burg der de Mers und entwickelt den Plan weiter. Eine Anfrage bei der Revision ergibt, dass sein magisches Konto beinahe aufgebraucht ist, und ihm deshalb kaum Zauber zur Verfügung stehen.
Am Tag der Schlacht verbraucht Jim sein letztes Guthaben, um die Hohlmenschen in Gestalt von Ewen MacDougall zu täuschen. Die „kleinen Leute“ arbeiten nur mit den Menschen zusammen, weil sie Dafydd als „Prinz der meerumspülten Berge“ erkennen (einem vor der Küste Wales im Meer versunkenen Königreich) und Dafydd der Anführer der gemeinsamen Truppen sein muss. In der Schlacht arbeiten die „kleinen Leute“ und die Northumbrier zusammen und die Hohlmenschen werden vernichtend geschlagen und eliminiert. Nach der Schlacht erscheint Carolinus, heilt die verletzten Kämpfer und ruft die Revision herbei. Nach einem Streitgespräch zwischen Carolinus und der Revision wird Jim zu einem Magier der Stufe 3 erhoben und erhält ein beinahe unbegrenztes Guthaben auf seinem Magiekonto.

## Rezensionen
“The Dragon on the Border marks Gordon R. Dickson's triumphant return with one of the most unusual heroes of modern fantasy.”

„‚Der Drache an der Grenze‘ markiert Gordon R. Dicksons triumphale Rückkehr mit einem der ungewöhnlichsten Helden der modernen Fantasy.“

“Gordon R. Dickson returns to one of his most beloved creations--a fantastic medieval world in which a twentieth-century American is transformed into a knight... and a dragon.”

„Gordon R. Dickson kehrt zu einer seiner beliebtesten Kreationen zurück – einer fantastischen mittelalterlichen Welt, in der ein Amerikaner des 20. Jahrhunderts in einen Ritter … und einen Drachen verwandelt wird.“

## Ausgaben
- The Dragon on the Border. Tor, 1990, ISBN 0-441-34233-7.
  - Der Drache an der Grenze. Heyne, 1997, ISBN 3-453-12696-3.